# Aliszer Usmanow
Aliszer Burchanowicz Usmanow (ros. Алишер Бурханович Усманов, uzb. Alisher Burhonovich Usmonov; ur. 9 września 1953 w Chuście) – uzbecko-rosyjski biznesmen.
Według edycji magazynu Forbes z 2011 roku Usmanow jest najbogatszym człowiekiem w Rosji, z fortuną szacowaną na ponad 18 miliardów dolarów plasuje się na 28. miejscu na liście najbogatszych ludzi na świecie.

## Życiorys

### Młodość
Jego ojciec był prokuratorem w Taszkencie. Aliszer Usmanow studiował prawo międzynarodowe w Moskiewskim Państwowym Instytucie Stosunków Międzynarodowych, które ukończył w 1976 r. W 1980 r. został skazany przez trybunał wojskowy Uzbeckiej SSR za łapówki i wymuszenia na 8 lat pracy w obozie. Odzyskał wolność na początku 1986 r., a następnie został w pełni zrehabilitowany przez Sąd Najwyższy Uzbekistanu w 2000 r. W latach 1992–2022 był żonaty z Iriną Winer, czołową trenerką gimnastyki artystycznej.

### Kariera
Usmanow prowadzi interesy w różnych branżach, takich jak metale szlachetne, żelazo, stal, gaz ziemny i kompanie medialne. Najważniejszy z nich to Metalloinvest, którego jest współwłaścicielem. W skład tego holdingu wchodzą firmy związane z wydobywaniem metali szlachetnych, produkcją stali, jej dystrybucją i wiele innych. Dzięki temu Usmanow jest w pierwszej dziesiątce ludzi na rosyjskim rynku stali.
Usmanow jest też prezesem Gazprominvestingholdings, spółki, która przeprowadza trudne inwestycje i transakcje dla Gazpromu.
Do Usmanowa należy całkowicie, zarejestrowany na Cyprze, Gallagher Holdings. Jest to międzynarodowy holding inwestujący głównie w przemysł wydobywczy, stalowy, technologie, ropę naftową i gaz, media i farmakologię. Od 2006 r. Usmanow posiada również akcje w australijskich kompaniach wydobywczych poprzez Gallagher Holding.
Usmanow jest też największym posiadaczem udziałów w londyńskiej Nautilus Minerals, która zajmuje się wydobyciem podwodnych złóż złota i miedzi koło Papui-Nowej Gwinei.
W sierpniu 2006 r. Usmanow zainwestował w media. Kupił należącą kiedyś do Bierezowskiego gazetę Kommiersant oraz kilka stacji TV, sportowych i muzycznych.
W sierpniu 2007 r. wykupił 14,6% udziałów londyńskiego Arsenal FC za 75 mln GBP. 28 września zwiększył swe udziały w klubie do 23%, stając się drugim wielkością współwłaścicielem klubu, a od lutego 2008 r. ponoć największym, gdyż udało mu się dokupić dalsze udziały. Na początku 2008 r. Usmanow wykupił też Dinamo Moskwa, dzięki czemu ten znany rosyjski klub stał się jednym z najbogatszych w Rosji. W latach 2008–2022 pełnił funkcję przewodniczącego Międzynarodowej Federacji Szermierczej (FIE).
W lipcu 2015 r. Usmanow wraz ze swoim funduszem USM Holdings zainwestował „kilkadziesiąt milionów dolarów” w firmę Uber. Jest również właścicielem organizacji e-sportowej Virtus.pro, w której grali Polacy.
Niektóre osobistości powiązane z Uzbekistanem oskarżają Usmanowa o defraudacje na dużą skalę jeszcze za czasów ZSRR i inne przestępstwa, a także o nielegalne próby wejścia w posiadanie większości udziałów w Arsenalu.
28 lutego 2022, w reakcji na rosyjską inwazję na Ukrainę, Unia Europejska umieściła Usmanowa na liście sankcyjnej, nakładając na niego ogólnounijny zakaz podróżowania i zamrażając wszystkie jego aktywa.

### Odznaczenia
Został odznaczony m.in. Orderem Honoru (2004), Orderem Za Zasługi dla Ojczyzny III i IV klasy i kazachskim Orderem Przyjaźni.

## Sądy
W latach 1994–1998 Usmanow, na czele Interbank Investment and Financial Company Interfin, zbierał długi za gaz. Pod koniec lat 90. Usmanow spotkał Rema Wiachiriewa; Łącząc swoje wysiłki i finanse, Gazprom i Interfin nabyły pakiety kontrolne w Zakładach Elektrometalurgicznych Oskol (OEMK) oraz Lebedinsky Mining and Processing Plant, konsolidując je w Gazmetall. W 2002 roku Interfin Usmanowa wykupił udziały Gazpromu w tej spółce i stał się jedynym kontrolującym udziałowcem. W 2005 roku Usmanow wraz z Wasilijem Anisimowem nabył Michajłowskiego GOK od Borysa Iwaniszwilego. W 2006 roku wszystkie wymienione aktywa zostały skonsolidowane w Metalloinvest, którego współwłaścicielami zostali Anisimov i Vladimir Skoch wraz z Usmanowem (na którego akcje zostały przeniesione w 1999 roku po jego synu Andrieju Skochu, został zastępcą Dumy Państwowej)